# La Douce Vertus
La Douce Vertus is een Belgisch bier van hoge gisting.
Het bier wordt gebrouwen in Brasserie Artisanale Millevertus te Breuvanne.
Het is een bruin bier met een alcoholpercentage van 7% dat gebrouwen wordt met 4 moutsoorten en 4 verschillende hoppen. Zoet in aroma en smaak, moutig met toetsen van geroosterde mout en een licht bittere afdronk.

## Prijzen
- Mei 2012 bekroond als Best Belgian Beer of Wallonia.